# Manuel Cafumana
Manuel Luís da Silva Cafumana (Luanda, 6 de marzo de 1999), conocido como Show, es un futbolista angoleño. Juega de centrocampista y su equipo es el Kocaelispor de Turquía.

## Selección nacional
Es internacional absoluto con la selección de Angola desde el año 2017.

## Estadísticas
Actualizado al último partido disputado el 24 de mayo de 2025.
| Club                         | Div.          | Temporada     | Liga  | Liga  | Copas nacionales | Copas nacionales | Copas internacionales | Copas internacionales | Total | Total |
| Club                         | Div.          | Temporada     | Part. | Goles | Part.            | Goles            | Part.                 | Goles                 | Part. | Goles |
| ---------------------------- | ------------- | ------------- | ----- | ----- | ---------------- | ---------------- | --------------------- | --------------------- | ----- | ----- |
| Primeiro de Agosto Angola    | 1.ª           | 2017          | 16    | 0     | 5                | 0                | 0                     | 0                     | 21    | 0     |
| Primeiro de Agosto Angola    | 1.ª           | 2018          | 20    | 0     | 0                | 0                | 13                    | 0                     | 33    | 0     |
| Primeiro de Agosto Angola    | 1.ª           | 2018-19       | 25    | 2     | 2                | 0                | 2                     | 0                     | 29    | 2     |
| Primeiro de Agosto Angola    | Total club    | Total club    | 61    | 2     | 7                | 0                | 15                    | 0                     | 83    | 2     |
| Belenenses SAD Portugal      | 1.ª           | 2019-20       | 24    | 0     | 2                | 0                | —                     | —                     | 26    | 0     |
| Belenenses SAD Portugal      | Total club    | Total club    | 24    | 0     | 2                | 0                | 0                     | 0                     | 26    | 0     |
| Boavista F. C. Portugal      | 1.ª           | 2020-21       | 31    | 0     | 2                | 0                | —                     | —                     | 33    | 0     |
| Boavista F. C. Portugal      | Total club    | Total club    | 31    | 0     | 2                | 0                | 0                     | 0                     | 33    | 0     |
| P. F. C. Ludogorets Bulgaria | 1.ª           | 2021-22       | 21    | 2     | 4                | 1                | 4                     | 0                     | 29    | 3     |
| P. F. C. Ludogorets Bulgaria | 1.ª           | 2022-23       | 26    | 1     | 5                | 1                | 11                    | 0                     | 42    | 2     |
| P. F. C. Ludogorets Bulgaria | 1.ª           | 2023-24       | 1     | 0     | ―                | ―                | 1                     | 0                     | 2     | 0     |
| P. F. C. Ludogorets Bulgaria | Total club    | Total club    | 48    | 3     | 9                | 2                | 16                    | 0                     | 73    | 5     |
| Maccabi Haifa F. C. Israel   | 1.ª           | 2023-24       | 21    | 0     | 2                | 0                | 9                     | 0                     | 32    | 0     |
| Maccabi Haifa F. C. Israel   | Total club    | Total club    | 21    | 0     | 2                | 0                | 9                     | 0                     | 32    | 0     |
| F. C. Dallas Estados Unidos  | 1.ª           | 2024          | 7     | 0     | ―                | ―                | 0                     | 0                     | 7     | 0     |
| F. C. Dallas Estados Unidos  | 1.ª           | 2025          | 6     | 0     | 1                | 0                | ―                     | ―                     | 7     | 0     |
| F. C. Dallas Estados Unidos  | Total club    | Total club    | 13    | 0     | 1                | 0                | 0                     | 0                     | 14    | 0     |
| Kocaelispor Turquía          | 1.ª           | 2025-26       | 0     | 0     | 0                | 0                | ―                     | ―                     | 0     | 0     |
| Kocaelispor Turquía          | Total club    | Total club    | 0     | 0     | 0                | 0                | 0                     | 0                     | 0     | 0     |
| Total carrera                | Total carrera | Total carrera | 198   | 5     | 23               | 2                | 40                    | 0                     | 261   | 7     |
| 1. 2.                        |               |               |       |       |                  |                  |                       |                       |       |       |

## Palmarés

### Títulos nacionales
| Título                   | Club                        | País     | Año     |
| ------------------------ | --------------------------- | -------- | ------- |
| Girabola                 | Primeiro de Agosto          | Angola   | 2018    |
| Girabola                 | Primeiro de Agosto          | Angola   | 2018-19 |
| Primera Liga de Bulgaria | P. F. C. Ludogorets Razgrad | Bulgaria | 2021-22 |
| Supercopa de Bulgaria    | P. F. C. Ludogorets Razgrad | Bulgaria | 2022    |
| Copa de Bulgaria         | P. F. C. Ludogorets Razgrad | Bulgaria | 2022-23 |
| Primera Liga de Bulgaria | P. F. C. Ludogorets Razgrad | Bulgaria | 2022-23 |

### Títulos internacionales
| Título      | Equipo | Sede      | Año  |
| ----------- | ------ | --------- | ---- |
| Copa COSAFA | Angola | Sudáfrica | 2025 |